# جایزه بزرگ استرالیا ۲۰۲۲
جایزه بزرگ استرالیا ۲۰۲۲ (که به‌طور رسمی با نام فرمول ۱ هینیکن جایزه بزرگ استرالیا ۲۰۲۲ شناخته می‌شود) یک مسابقه اتومبیل‌رانی فرمول یک است که در تاریخ ۱۰ آوریل ۲۰۲۲ در پیست آلبرت پارک شهر ملبورن، ویکتوریا برگزار می‌شود. این مسابقه سومین دور از مسابقات جهانی فرمول یک ۲۰۲۲ است.
این مسابقه هشتاد و پنجمین مسابقه در تاریخ ترکیبی جایزه بزرگ استرالیا خواهد بود که به مسابقات جاده‌ای ۱۰۰ مایل در سال ۱۹۲۸ باز می‌گردد، و همچنین بیست و پنجمین باری که این رویداد در پیست آلبرت پارک برگزار می‌شود و سی و ششمین باری که جایزه بزرگ استرالیا بخشی از مسابقات جهانی فرمول یک است. این مسابقه اولین جایزه بزرگ استرالیا از سال ۲۰۱۹ خواهد بود، مسابقه سال ۲۰۲۰ ساعاتی قبل از شروع اولین جلسه تمرینی در بحبوحه آغاز دنیاگیری کووید-۱۹ لغو شد و مسابقه سال ۲۰۲۱ ابتدا به تعویق افتاد و بعداً به دلیل تأثیرات دنیاگیری کووید-۱۹ در استرالیا لغو شد. والتری بوتاس به همراه مرسدس برنده مسابقه سال ۲۰۱۹ شده است.

## زمینه
در اکتبر ۲۰۲۱، این جایزه بزرگ به طور رسمی به عنوان سومین مسابقه از بیست و سه مسابقه فصل ۲۰۲۲ در جلسه شورای جهانی ورزش‌های موتوری در پاریس تایید شد. این مسابقه در تاریخ ۱۰ آوریل ۲۰۲۲ در پیست ۵٫۲۷۸ کیلومتر (۳٫۲۸۰ مایل) آلبرت پارک در ملبورن برگزار خواهد شد.

### توسعه مجدد پیست
این پیست در ماه‌های قبل از جایزه بزرگ تحت چندین بازنگری قرار گرفت، که به عنوان مهم‌ترین تغییرات از زمان افتتاحیه جایزه بزرگ استرالیا در سال ۱۹۹۶ توصیف شد. در مورد تغییرات برنامه ریزی شده با چندین راننده مشورت شد. پیچ‌های ۹ و ۱۰ کاملاً بازطراحی شدند؛ جایی که آنها یک شیکین (پیچ تند) راست-چپ با یک منطقه ترمز شدید در مسیر ایجاد کردند، طراحی مجدد باعث شد که آنها به ترکیبی بسیار سریع‌تر از راست و چپ تبدیل شوند. این کار برای افزایش سرعت نزدیک شدن برای پیچ های ۱۱ و ۱۲ انجام شد. چندین گوشه دیگر برای سبقت‌ها تغییر شکل داده شد، از جمله پیچ ۱۳ که برای ایجاد خطوط مسابقه اضافی گسترده‌تر شد. کمبر مثبت نیز اضافه شد تا به رانندگان اجازه دهد تا سرعت بیشتری را در پیچ‌ها داشته باشند. خط مستقیم اصلی و پیت‌لین اصلی نیز بازطراحی شدند، به طوری که دیوار پیت‌لین دو متر به پیست نزدیکتر شد به طوری که لبه پیست مستقیماً در کنار دیوار قرار گرفت.
تغییر پیت‌لین در واکنش به تصادف دنیل ریکاردو در سال ۲۰۱۹ انجام شد. ریکیاردو در ابتدا به سرعت از لبه چمنی عبور کرد و به یک کالورت دیده نشده برخورد کرد، که بال جلوی او و سینی زیر ماشین را از بین برد و او را مجبور به بازنشستگی کرد. در نتیجه تغییرات، سازمان دهندگان مسابقه از فیا درخواست کردند تا محدودیت سرعت پیت‌لین را از ۶۰ کیلومتر بر ساعت (۳۷ مایل بر ساعت) به ۸۰ کیلومتر بر ساعت (۴۹٫۷۱ مایل بر ساعت) افزایش دهند. چنین تغییری قابل توجه خواهد بود، زیرا پیت استاپ‌های فرمول یک در کنار پادوک پشتیبانی قرار می‌گیرند و یکی از طولانی‌ترین پیت‌لین‌ها را در تقویم ایجاد می‌کنند. این تغییرات در ابتدا قرار بود بعد از مسابقه انجام شود. با این حال، به تعویق افتادن به سازمان دهندگان این رویداد اجازه داد تا تغییرات را قبل از مسابقه انجام دهند.

### جدول رده‌بندی قهرمانی قبل از مسابقه
شارل لکلرک با ۴۵ امتیاز و ۱۲ امتیاز بیشتر نسبت به هم‌تیمی خود کارلوس ساینز و ۲۰ امتیاز از ماکس فرستاپن پس از دور دوم، رهبر جدول قهرمانی رانندگان است. در جدول قهرمانی سازندگان، فراری با ۷۸ امتیاز صدرنشین جدول است. از مرسدس ۳۸ امتیاز و ردبول ریسینگ با ۳۷ امتیاز در رده دوم و سوم هستند.

### شرکت کنندگان
رانندگان و تیم‌ها همان لیست ورود به فصل هستند. سباستین فتل از استون مارتین که در دو مسابقه اول به دلیل ویروس کرونا جای خود را به نیکو هولکنبرگ داده بود، قرار است اولین مسابقه خود در این فصل را انجام دهد.

### انتخاب تایر
تأمین کننده تایر پیرلی ترکیبات سی۲، سی۳ و سی۵ (به ترتیب سخت، متوسط و نرم) را برای استفاده تیم‌ها در مسابقه اختصاص داده‌است. این اولین رویداد پس از جایزه بزرگ روسیه ۲۰۱۸ خواهد بود که از لاستیک‌های غیر متوالی استفاده می‌شود.

### جریمه‌ها
الکساندر آلبون از ویلیامز پس از برخورد با راننده استون مارتین لانس استرول در دور قبلی در جایزه بزرگ عربستان سعودی، یک جریمه سه رتبه‌ای در آغاز مسابقه دریافت کرد.

## تمرین
قرار است سه جلسه تمرینی برای این جایزه بزرگ برگزار شود که هر جلسه یک ساعت طول می‌کشد. اولین و دومین جلسه تمرین روز جمعه ۸ آوریل در ساعت ۱۳:۰۰ و ۱۶:۰۰ به وقت محلی (یوتی‌سی ۱۰:۰۰+) و سومین جلسه تمرین در ۹ آوریل ساعت ۱۳:۰۰ به وقت محلی برگزار می‌شود. کارلوس ساینز از فراری سریع‌ترین دور را در تمرین اول بالاتر از هم‌تیمی خود شارل لکلرک و سرجیو پرز از ردبول رقم زد. لکلرک سریع‌ترین دور را در تمرین دوم جلوتر از ماکس فرستاپن و ساینز به ثبت رساند. لاندو نوریس از مک‌لارن سریع‌ترین دور را جلوتر از لکلرک و پرز ثبت کرد. جلسه سوم با پرچم قرمز همراه بود، زیرا هر دو خودروی استون مارتین تصادف کردند.

## تعیین خط
تعیین خط ساعت ۱۶:۰۰ به وقت محلی در تاریخ ۹ آوریل برگزار شد. رکورد والتری بوتاس برای ۱۰۳ مسابقه متوالی حضور در مرحله سوم تعیین خط پس از کسب جایگاه دوازدهم به پایان رسید. شارل لکلرک جلوتر از ماکس فرستاپن و سرجیو پرز سریع‌ترین زمان را برای پول پوزیشن ثبت کرد. هم تیمی لکلرک کارلوس ساینز در ابتدا قادر به ثبت یک دور در مرحله سوم تعیین خط نبود، زیرا تصادف فرناندو آلونسو باعث ایجاد پرچم قرمز شد؛ او پس از یک خطا در پیچ ۱۰، و مشکلاتی در راه اندازی ماشین، که باعث به خطر افتادن دور گرم کردن شد، رتبه ۹ را کسب کرد.

### رده‌بندی تعیین خط
| جایگاه              | راننده         | شماره | تیم                   | زمان‌ها    | زمان‌ها    | زمان‌ها    | نوبت نهایی |
| جایگاه              | راننده         | شماره | تیم                   | مرحله اول | مرحله دوم | مرحله سوم | نوبت نهایی |
| ------------------- | -------------- | ----- | --------------------- | --------- | --------- | --------- | ---------- |
| ۱                   | شارل لکلرک     | ۱۶    | فراری                 | ۱:۱۸٫۸۸۱  | ۱:۱۸٫۶۰۶  | ۱:۱۷٫۸۶۸  | ۱          |
| ۲                   | ماکس فرستاپن   | ۱     | ردبول ریسینگ-آربی‌پی‌تی | ۱:۱۸٫۵۸۰  | ۱:۱۸٫۶۱۱  | ۱:۱۸٫۱۵۴  | ۲          |
| ۳                   | سرجیو پرز      | ۱۱    | ردبول ریسینگ-آربی‌پی‌تی | ۱:۱۸٫۸۳۴  | ۱:۱۸٫۳۴۰  | ۱:۱۸٫۲۴۰  | ۳          |
| ۴                   | لاندو نوریس    | ۴     | مک‌لارن-مرسدس          | ۱:۱۹٫۲۸۰  | ۱:۱۹٫۰۶۶  | ۱:۱۸٫۷۰۳  | ۴          |
| ۵                   | لوییس همیلتون  | ۴۴    | مرسدس                 | ۱:۱۹٫۴۰۱  | ۱:۱۹٫۱۰۶  | ۱:۱۸٫۸۲۵  | ۵          |
| ۶                   | جورج راسل      | ۶۳    | مرسدس                 | ۱:۱۹٫۴۰۵  | ۱:۱۹٫۰۷۶  | ۱:۱۸٫۹۳۳  | ۶          |
| ۷                   | دنیل ریکیاردو  | ۳     | مک‌لارن-مرسدس          | ۱:۱۹٫۶۶۵  | ۱:۱۹٫۱۳۰  | ۱:۱۹٫۰۳۲  | ۷          |
| ۸                   | استابان اوکون  | ۳۱    | آلپاین-رنو            | ۱:۱۹٫۶۰۵  | ۱:۱۹٫۱۳۶  | ۱:۱۹٫۰۶۱  | ۸          |
| ۹                   | کارلوس ساینز   | ۵۵    | فراری                 | ۱:۱۸٫۹۸۳  | ۱:۱۸٫۴۶۹  | ۱:۱۹٫۴۰۸  | ۹          |
| ۱۰                  | فرناندو آلونسو | ۱۴    | آلپاین-رنو            | ۱:۱۹٫۱۹۲  | ۱:۱۸٫۸۱۵  | بدون زمان | ۱۰         |
| ۱۱                  | پیر گسلی       | ۱۰    | آلفاتاوری-آربی‌پی‌تی    | ۱:۱۹٫۵۸۰  | ۱:۱۹٫۲۲۶  | —         | ۱۱         |
| ۱۲                  | والتری بوتاس   | ۷۷    | آلفارومئو-فراری       | ۱:۱۹٫۲۵۱  | ۱:۱۹٫۴۱۰  | —         | ۱۲         |
| ۱۳                  | یوکی سونودا    | ۲۲    | آلفاتاوری-آربی‌پی‌تی    | ۱:۱۹٫۷۴۲  | ۱:۱۹٫۴۲۴  | —         | ۱۳         |
| ۱۴                  | گوانیو ژو      | ۲۴    | آلفارومئو-فراری       | ۱:۱۹٫۹۱۰  | ۱:۲۰٫۱۵۵  | —         | ۱۴         |
| ۱۵                  | میک شوماخر     | ۴۷    | هاس-فراری             | ۱:۲۰٫۱۰۴  | ۱:۲۰٫۴۶۵  | —         | ۱۵         |
| ۱۶                  | کوین مگنوسن    | ۲۰    | هاس-فراری             | ۱:۲۰٫۲۵۴  | —         | —         | ۱۶         |
| ۱۷                  | سباستین فتل    | ۵     | استون مارتین-مرسدس    | ۱:۲۱٫۱۴۹  | —         | —         | ۱۷         |
| ۱۸                  | نیکلاس لطیفی   | ۶     | ویلیامز-مرسدس         | ۱:۲۱٫۳۷۲  | —         | —         | ۱۸         |
| ر.ص.                | الکساندر آلبون | ۲۳    | ویلیامز-مرسدس         | ۱:۲۰٫۱۳۵  | —         | —         | ۲۰۱        |
| زمان ۱۰۷٪: ۱:۲۴٫۰۸۰ |                |       |                       |           |           |           |            |
| -                   | لانس استرول    | ۱۸    | استون مارتین-مرسدس    | بدون زمان | —         | —         | ۱۹۲        |
| منابع:              |                |       |                       |           |           |           |            |

یادداشت‌ها
- ^۱ ۱ – الکساندر آلبون رتبه شانزدهم را کسب کرد، اما به دلیل اینکه نمونه سوخت یک لیتری مورد نیاز را نمی‌توانست در طول بررسی‌های دقیق پس از تعیین خط از خودرویش استخراج کند، محروم شد.[۲۳] او مجاز به مسابقه با صلاحدید استوارت‌ها بود.[۲۲] او همچنین به دلیل برخورد با استرول در مسابقه قبل، سه رتبه جریمه دریافت کرد.[۱۳] این جریمه هیچ تفاوتی نداشت زیرا او قبلاً به دلیل نمونه سوخت محروم شده بود.[۲۲]
- ^۲ ۲ – لانس استرول به دلیل برخورد با نیکلاس لطیفی نتوانست زمانی را در طول تعیین خط ثبت کند، اما به صلاحدید استوارت‌ها به او اجازه مسابقه داده شد.[۲۲] او همچنین به دلیل برخورد با لطیفی سه رتبه جریمه گرفت.[۲۴] او پس از محرومیت آلبون در جایگاه ۱۹ قرار گرفت.[۲۲]

## مسابقه
این مسابقه ساعت ۱۵:۰۰ به وقت محلی، در تاریخ ۱۰ آوریل طی ۵۸ دور برگزار شد. شارل لکلرک از فراری مسابقه را برد، سریع‌ترین دور را برای یک امتیاز اضافی کسب کرد، و هر دور (گرند اسلم) را رهبری کند، جلوتر از سرجیو پرز و جورج راسل. راسل دومین سکوی حرفه‌ای خود را پس از مقام دوم خود در جایزه بزرگ بلژیک ۲۰۲۱ به دست آورد.

### رده‌بندی مسابقه
| جایگاه                                               | شماره | راننده         | سازنده                | دور | زمان        | امتیاز |
| ---------------------------------------------------- | ----- | -------------- | --------------------- | --- | ----------- | ------ |
| ۱                                                    | ۱۶    | شارل لکلرک     | فراری                 | ۵۸  | ۱:۲۷:۴۶٫۵۴۸ | ۲۶۱    |
| ۲                                                    | ۱۱    | سرجیو پرز      | ردبول ریسینگ-آربی‌پی‌تی | ۵۸  | ۲۰٫۵۲۴+     | ۱۸     |
| ۳                                                    | ۶۳    | جورج راسل      | مرسدس                 | ۵۸  | ۲۵٫۵۹۳+     | ۱۵     |
| ۴                                                    | ۴۴    | لوییس همیلتون  | مرسدس                 | ۵۸  | ۲۸٫۵۴۳+     | ۱۲     |
| ۵                                                    | ۴     | لاندو نوریس    | مک‌لارن-مرسدس          | ۵۸  | ۵۳٫۳۰۳+     | ۱۰     |
| ۶                                                    | ۳     | دنیل ریکیاردو  | مک‌لارن-مرسدس          | ۵۸  | ۵۳٫۷۳۷+     | ۸      |
| ۷                                                    | ۳۱    | استابان اوکون  | آلپاین-رنو            | ۵۸  | ۱:۰۱٫۶۸۳+   | ۶      |
| ۸                                                    | ۷۷    | والتری بوتاس   | آلفارومئو-فراری       | ۵۸  | ۱:۰۸٫۴۳۹+   | ۴      |
| ۹                                                    | ۱۰    | پیر گسلی       | آلفاتاوری-آربی‌پی‌تی    | ۵۸  | ۱:۱۶٫۲۲۱+   | ۲      |
| ۱۰                                                   | ۲۳    | الکساندر آلبون | ویلیامز-مرسدس         | ۵۸  | ۱:۱۹٫۳۸۲+   | ۱      |
| ۱۱                                                   | ۲۴    | گوانیو ژو      | آلفارومئو-فراری       | ۵۸  | ۱:۲۱٫۶۹۵+   |        |
| ۱۲                                                   | ۱۸    | لانس استرول    | استون مارتین-مرسدس    | ۵۸  | ۱:۲۸٫۵۹۸+   |        |
| ۱۳                                                   | ۴۷    | میک شوماخر     | هاس-فراری             | ۵۷  | +۱ دور      |        |
| ۱۴                                                   | ۲۰    | کوین مگنوسن    | هاس-فراری             | ۵۷  | +۱ دور      |        |
| ۱۵                                                   | ۲۲    | یوکی سونودا    | آلفاتاوری-آربی‌پی‌تی    | ۵۷  | +۱ دور      |        |
| ۱۶                                                   | ۶     | نیکلاس لطیفی   | ویلیامز-مرسدس         | ۵۷  | +۱ دور      |        |
| ۱۷                                                   | ۱۴    | فرناندو آلونسو | آلپاین-رنو            | ۵۷  | +۱ دور      |        |
| ب.                                                   | ۱     | ماکس فرستاپن   | ردبول ریسینگ-آربی‌پی‌تی | ۳۸  | نشت سوخت    |        |
| ب.                                                   | ۵     | سباستین فتل    | استون مارتین-مرسدس    | ۲۲  | تصادف       |        |
| ب.                                                   | ۵۵    | کارلوس ساینز   | فراری                 | ۱   | چرخش        |        |
| سریع‌ترین دور: شارل لکلرک (فراری) - ۱:۲۰٫۲۶۰ (دور ۵۸) |       |                |                       |     |             |        |
| منابع:                                               |       |                |                       |     |             |        |

یادداشت‌ها
- ^۱ ۱ – یک امتیاز برای سریع‌ترین دور.[۲۹]

## رده‌بندی قهرمانی پس از مسابقه
جدول رده‌بندی قهرمانی رانندگان
| ت. ج  | جایگاه | راننده        | امتیازات |
| ----- | ------ | ------------- | -------- |
|       | ۱      | شارل لکلرک    | ۷۱       |
| ۲     | ۲      | جورج راسل     | ۳۷       |
| ۱     | ۳      | کارلوس ساینز  | ۳۳       |
| ۳     | ۴      | سرجیو پرز     | ۳۰       |
|       | ۵      | لوییس همیلتون | ۲۸       |
| منبع: |        |               |          |

جدول رده‌بندی قهرمانی سازندگان
| ت. ج  | جایگاه | سازنده                | امتیازات |
| ----- | ------ | --------------------- | -------- |
|       | ۱      | فراری                 | ۱۰۴      |
|       | ۲      | مرسدس                 | ۶۵       |
|       | ۳      | ردبول ریسینگ-آربی‌پی‌تی | ۵۵       |
| ۴     | ۴      | مک‌لارن-مرسدس          | ۲۴       |
| ۱     | ۵      | آلپاین-رنو            | ۲۲       |
| منبع: |        |                       |          |

- یادداشت: فقط پنج رده برتر برای هر دو مجموعه رده‌بندی قرار داده شده است.